# Eyalato de Shehrizor
El eyalato de Shehrizor (en turco otomano: ایالت شهر زور; Eyālet-i Šehr-i Zōr‎), Shahrizor, Shahrazur o  Sharazor era un eyalato del Imperio otomano que cubría el área del actual Kurdistán iraquí. 

## Historia
Cuando los otomanos conquistaron la región en 1554, decidieron dejar el gobierno de la región a los líderes kurdos, por lo que no se incorporó directamente al sistema administrativo otomano. Los gobernadores eran miembros de clanes kurdos, y rara vez había guarniciones otomanas en la provincia. 
En los siglos XVIII y XIX, el eyalato pasó a ser dominado por el clan baban. Los miembros de este clan pudieron mantener su dominio garantizando la seguridad de la volátil frontera del Imperio otomano con Irán a cambio de una autonomía casi total. El sanjacado de Baban, que incluía la ciudad de Kirkuk, recibió el nombre de esa familia. 
Los baban consideraban a los príncipes kurdos de Ardalán, que controlaban las partes iraníes de Kurdistán, como sus rivales naturales, y en 1694 Solimán Beg invadió Irán y derrotó al mir de Ardalán. Después de 1784, los baban trasladaron su capital a la nueva ciudad de Solimania, que recibió su nombre del fundador de la dinastía. 
En 1850, el gobierno de los baban finalmente terminó, y la región quedó bajo el control directo del gobernador de Bagdad en 1862. Sin embargo, la caída de los baban llevó a un deterioro de las relaciones entre los clanes, y la anarquía resultante solo terminó con el surgimiento de otro clan kurdo, los barzinji, a principios del siglo XX.

## Divisiones administrativas
Sanjacados de Sharazor en el siglo XVII:
1. Sarujek
2. Erbil
3. Kesnan
4. Sheher-bazar
5. Jenguleh
6. Jebel-hamrin
7. Hazar-mardud
8. Alhuran
9. Merkareh
10. Hazir
11. Rudin
12. Tiltari
13. Sebeh
14. Zenjir
15. Ajub
16. Abrumaz
17. Pak
18. Perteli
19. Bilkas
20. Aushni
21. Kala-Ghazi
22. Sheherzul